# Osmany Camejo
Osmany Roberto Camejo Durruthy (ur. 18 lutego 1983) – kubański siatkarz grający na pozycji środkowego; reprezentant Kuby.
Jest zawodnikiem kubańskiego klubu Ciudad Habana.
W reprezentacji narodowej występował w czterech edycjach Ligi Światowej (2005, 2008–2010). W 2009 i 2010 roku z reprezentacją awansował do turnieju finałowego, zajmując ostatecznie 4. miejsce.
Grał w Światowym Turnieju Kwalifikacyjnym do Letnich Igrzysk Olimpijskich 2008 w Düsseldorfie.
W 2009 roku zdobył złoty medal mistrzostw kontynentalnych.
Został powołany na Mistrzostwa Świata 2010, gdzie zdobył srebrny medal. Był najstarszym zawodnikiem w kadrze.